# Openluchtklas
Openluchtklas is in Vlaanderen een pedagogische activiteit waarbij lesactiviteiten gecombineerd worden met buitenactiviteiten. De bekendste vormen zijn sneeuwklassen of bosklassen, maar ook zeeklassen, boerderijklassen, plattelandsklassen, polderklassen, Ardennenklassen, zeilklassen en zelfs stadsklassen worden georganiseerd.

## Geschiedenis
De openluchtklasformule ontstond rond 1970, waarbij vooral eindklassen van de basisschool een week of soms 10 dagen de vertrouwde school verlaten. In die tijdsgeest werd deze werkvorm mede geïnspireerd door het introduceren van "projectwerk", mede onder invloed van de onderwijsvernieuwingen na mei 68 en de methodescholen zoals Steiner, Dalton en  Freinet.

## Vormen

### Sneeuwklassen

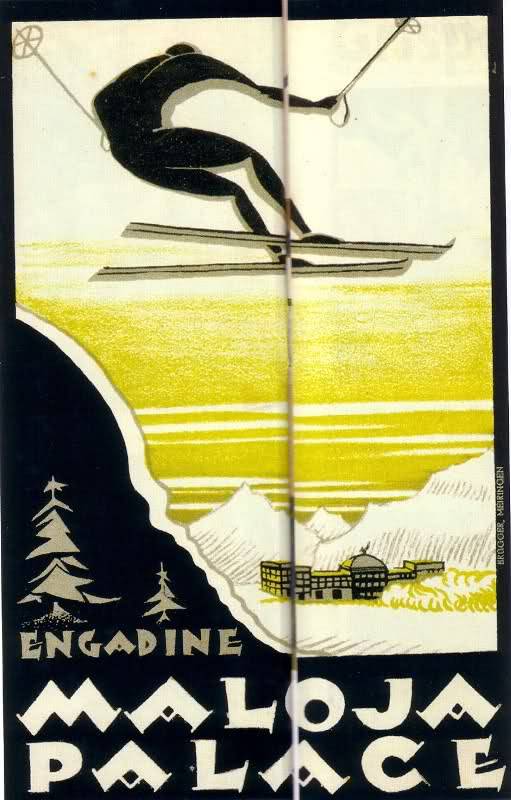
Maloja Palace Hotel, bagagelabel

Een sneeuwklas wordt ingericht rond wintersportactiviteiten. De kinderen volgens meestal tijdens de voormiddag "gewone" schoolse activiteiten zoals reken- of taalles. In de namiddag is er sneeuwactiviteit. 's Avonds wordt er soms een ontspannende activiteit georganiseerd, of ook wel de verwerking van opdrachten die eerder werden meegegeven. Dikwijls wordt aan zo'n sneeuwklas ook een ruimer project opgehangen, met onderwerpen als aardrijkskunde van de bezochte streek, milieu-educatie, taal van de streek,... Het project loopt ook over een langere periode dan de eigenlijke sneeuwklas die meestal een week duurt. In de voorbereiding worden vaak (groeps)activiteiten georganiseerd om het geheel te helpen bekostigen en na de sneeuwklas is er een verwerkingsperiode met bijvoorbeeld verslaggeving. De bedoeling is ook dat de kinderen solidair zijn om de kosten te dragen en ook deelnemen aan groepsbevorderende activiteiten op de locatie zelf. Meestal gaat de leerkracht mee met de klas, dikwijls vergezeld van een tweede begeleider uit het schoolteam.
De organisatie van sneeuwklassen voor de eindklas van de basisschool was vooral populair eind jaren 1970. Het werd ook een beetje prestige, zodat de scholen voor elkaar niet wilden onderdoen. Vooral in katholieke basisscholen was de praktijk vrij algemeen, o.a. omdat die beroep konden doen op de knowhow, infrastructuur en de organisatie van Intersoc, de vakantiedienst van de Christelijke Mutualiteiten.
Eind vorige eeuw kwam er echter een tegenbeweging op gang. De prijzen liepen op, wat een sociale druk op de gezinnen kan betekenen, en ook vanuit milieu-oogpunt waren er tegenstanders, gezien de grote negatieve impact op het milieu van wintersport. Door de meningsverschillen en sociale spanningen, kon de activiteit een averechtse effect hebben op de groepsvorming en solidariteit. Sommige grote scholen kunnen dit opvangen door de verschillende zesde klassen te hergroeperen in een klas "thuisblijvers" en één of meerdere klassen "wintersporters". De door de overheid opgelegde maximumfactuur in het onderwijs maakte de organisatie bovendien moeilijk. In vele gevallen schakelen de scholen echter over naar minder dure formules zoals bosklassen of zeeklassen. Een andere mogelijkheid was de sneeuwklas vrijblijvend te organiseren buiten de lestijden, zoals in de krokusvakantie. Het wordt dan eigenlijk een uitgerokken schoolreis.

### Bosklassen
Bosklassen worden ingericht rond sport- en natuuractiviteiten in het bos. Ze betekenen, in tegenstelling tot sneeuwklassen weinig of geen kosten voor huur of aankoop van (ski-)uitrusting, een meestal soberder verblijf in een jeugdherberg, heem of kampplaats die in de zomer ook door jeugdbewegingen worden gebruikt, zoals bijvoorbeeld in Massembre of Westouter. Een bosklas kan een kortere periode duren, zoals een halve week.
Ook bosklassen hebben een educatieve en groepsbevorderende functie. Gewone lesprogramma's worden afgewisseld met sport-, natuur- en milieuactiviteiten. Soms worden de gewone programma's helemaal door elkaar gegooid en gehergroepeerd volgens thema's. Als de bosklas in de Ardennen wordt georganiseerd ("Ardennenklas"), komt daar vaak ook een extra taal-element bij en/of een avonturenparcours.
Bosklassen kunnen ook het gehele schooljaar plaatsvinden. Bos- en zeeklassen zijn er niet alleen voor de zesdeklassers. Ook jongere kinderen komen in aanmerking. 
In het aanvangsjaar van het secundair onderwijs, waar leerlingen uit verschillende lagere scholen samenkomen, wordt soms bij de aanvang van het schooljaar een bosklas georganiseerd als een kennismakingsactiviteit.

## Nederland
In Nederland valt dit onderwijsaanbod onder de noemer werkweek (onderwijs) of schoolkamp.